# 清水景治
清水 景治（しみず かげはる）は、戦国時代から江戸時代初期にかけての武将。清水宗治の次男。初めの主君・小早川隆景より偏諱を賜い景治と名乗る。

## 生涯
備中国の武将・清水宗治の次男として誕生した。兄に清水宗之がいる。
天正10年（1582年）、毛利氏に与した父・宗治が備中高松城の戦いにて切腹すると小早川隆景に仕えた。隆景は宗治の忠死を惜しんで、景治に自身の「景」の一字と備中河辺に屋敷を与えて厚遇した。また毛利輝元も太刀ひと振りを与えて父の名誉を賞した。さらに父と戦い、その忠死を賞賛した豊臣秀吉から大名として取り立て、直臣になるように勧誘されたが、これを拒否して小早川家臣でいることを選んだ。文禄・慶長の役でも小早川軍の一員として朝鮮に渡って活動した。
慶長2年（1597年）の主君・隆景死後は養子の小早川秀秋に仕えたが、翌慶長3年（1598年）に秀秋が減転封となってしまう（理由については諸説あり）。この際、浪人となることを余儀なくされた景治は石田三成から招聘を受けるが、父の仇とも言える豊臣秀吉に近い三成に仕えることを良しとせずにこれを辞退して毛利氏に復帰したと言われている。その後、慶長5年（1600年）の関ヶ原の戦いの際には大津城の戦いに参加している。なお、兄の清水宗之は安濃津城の戦いに参加し戦死している。
萩に移った後に、父以来の功績によって一門家老に次ぐ寄組士の席に列する。知行地として野原村・浅江村・島田村・立野村において計2500石余りを領した。景治は野原村に下屋敷を構え、浅江村の吉祥寺を高松山清鏡寺と改名し父の菩提寺とした。
元和9年（1623年）から益田元祥の副役として毛利秀元と共に財政再建に協力して能吏として毛利氏を支えた。寛永9年（1632年）には益田元祥の後釜となり、長州藩の財政を支え続けた。翌年には家督を譲って隠居した。
慶安2年（1649年）1月16日に萩で病死した。享年は79。墓所は萩の毛利氏の菩提寺である洞春寺にあったとされる。
子孫に幕末期に活躍し、男爵となった清水親春や清水親知がいる。